# Savignies
Savignies är en kommun i departementet Oise i regionen Hauts-de-France i norra Frankrike. Kommunen ligger i kantonen Beauvais-Nord-Ouest som tillhör arrondissementet Beauvais. År 2022 hade Savignies 926 invånare.

## Befolkningsutveckling
Antalet invånare i kommunen Savignies
| Referens: INSEE |